# Blue Country
Albums de Joe Dassin
15 ans déjà... (album de Joe Dassin)
(1978) Et si tu n'existais pas
(2013)
Singles
1. Faut pas faire de la peine à John / Si je dis "Je t'aime"
Sortie : 1979

Blue Country est le 13e et dernier album studio français du chanteur Joe Dassin, sorti en 1979. 
L'album a été réédité quelques mois plus tard avec un disque bleu, il est également sorti dans une version anglophone, intitulé Home Made Ice Cream, le seul album de la carrière de Joe Dassin à être enregistré entièrement en anglais.

## Autour de l'album
Joe Dassin a également enregistré une adaptation anglaise de la chanson Le marché aux puces, adaptée par Tony Joe White ; The Guitar Don't Lie sort en 1980, sur son ultime 45 tours.

## Liste des chansons de l'album
| 1. | Blue country (Home made ice cream)                                 | Tony Joe White - Pierre Delanoë - Claude Lemesle               | 3:20 |
| 2. | Faut pas faire de la peine a John (You don't mess around with Jim) | Jim Croce - Michaël Utley - Pierre Delanoë - Claude Lemesle    | 3:06 |
| 3. | Un Baby, Bébé (My kind of Woman)                                   | Tony Joe White - Pierre Delanoë - Claude Lemesle               | 2:51 |
| 4. | On se connaît par cœur (Promises)                                  | Richard Feldman - Roger Linn - Pierre Delanoë - Claude Lemesle | 3:33 |
| 5. | Polk salad Annie                                                   | Tony Joe White                                                 | 4:15 |

| 6.  | La fille du Shérif (High Sheriff)                       | Claude Lemesle - Pierre Delanoë - Tony Joe White | 3:36 |
| 7.  | La saison du Blues (The change)                         | Tony Joe White - Pierre Delanoë - Claude Lemesle | 3:34 |
| 8.  | Joe Macho (Lustful Earl and the Married woman)          | Tony Joe White - Pierre Delanoë - Claude Lemesle | 3:22 |
| 9.  | Si je dis "Je t'aime" (I've got a thing about you baby) | Tony Joe White - Pierre Delanoë - Claude Lemesle | 2:33 |
| 10. | Le marché aux puces                                     | Claude Lemesle - Joe Dassin                      | 4:25 |